# SD 4 HL
Die SD 4 HL (HL für Hohlladung) war eine deutsche Hohlladungsbombe zur Panzerbekämpfung durch Flugzeuge während des Zweiten Weltkriegs. Sie wurde ausschließlich als Streubombe aus Abwurfbehältern abgeworfen.

## Daten
Abgeworfen wurde die SD 4 HL mit dem Abwurfbehälter 500 (AB 500), der 74 Bomben fasste und dem AB 250, der 40 Bomben fasste. Sie konnte die relativ dünne Deckenpanzerung jedes damaligen Panzers durchdringen. Die Bombe wog 4 kg, hatte einen Durchmesser von 90 mm und eine Länge von 310 mm. Als Sprengladung enthielt sie 0,31 kg Hexotol 50 (ein schmelzgießbares Gemisch bestehend aus je 50 % Trotyl und Hexogen), sowie die mit 7 Gramm Nitropenta laborierte kleine Zündladung 34/Np. Die Bombe durchschlug bei einem Auftreffwinkel von 60° 13 cm Panzerstahl; darüber hinaus wurde ihr Stahlkörper bei der Detonation in 300–400 über 1 Gramm schwere Splitter zerlegt, die in einem Radius von 13 m von der Bombe mit einer mittleren Splitterdichte von einem wirksamen Splitter pro m² Fläche gegen leichtverletzliche Ziele wirkten.
Das sowjetische Gegenstück, die PTAB wurde in der Schlacht im Kursker Bogen erstmals eingesetzt. Am 5. März 1944 gab Hitler den Einsatz der SD 4 HL frei, nachdem sie zurückgehalten worden war, um den Gegner nicht auf die Möglichkeit einer wirksamen Panzerbekämpfung aus der Luft aufmerksam zu machen.